# The Gruesome Twosome
The Gruesome Twosome è un film del 1967 diretto da Herschell Gordon Lewis

## Trama
La signora Pringle gestisce un negozio di parrucche. Apparentemente si tratta di una semplice donna mansueta. In realtà, usando la forza bruta del figlio, uccide alcune innocenti ragazze per impossessarsi dei loro capelli. Ad indagare sulla faccenda sarà la studentessa Kathy.

## Produzione[1]
Come nella maggior parte dei film di Gordon Lewis, il regista ha avuto a disposizione un budget ridotto, di circa 40.000 dollari.
Gran parte delle scene sono ambientate a Miami, negli USA.
Il cast è composto da attori non professionisti, salvo eccezione di Elizabeth Davis che aveva recitato, precedentemente, in serie televisive.
Durante la fase della post produzione, il cineasta americano si accorse di aver filmato a malapena un'ora di materiale. Per allungare la durata della pellicola, dovette aggiungere altre sequenze, girate in un secondo momento.

## Promozione
La tagline della pellicola recitava la seguente frase: «The most barbaric humor since the guillotine went out of style!» (traduzione italiana: Il più barbarico humor da quando la ghigliottina è andata fuori moda).
Gordon Lewis compara all'inizio dei trailer avvertendo gli spettatori dell'alto contenuto splatter.

## Distribuzione
Il film non è mai uscito per il mercato europeo. Fu proiettato in seconda visione o nei drive in statunitensi.
A seguito del successo mediatico di Gordon Lewis, The Gruesome Twosome fu edito in home video e, recentemente, in piattaforme streaming.
A causa di alti contenuti violenti, il lungometraggio è stato vietato ai minori di 18 anni.